# Cuarteto de cuerda n.º 10 (Mozart)
El Cuarteto de cuerda n.º 10 en do mayor, K. 170, fue escrito por Wolfgang Amadeus Mozart en agosto de 1773, en Viena, al poco de instalarse definitivamente en esta ciudad. Se trata del tercero de una serie de seis cuartetos, conocidos como Cuartetos vieneses.

## Estructura
Consta de cuatro movimientos:
1. Andante.
2. Menuetto.
3. Un poco allegro.
4. Rondeau-Allegro.

El movimiento inicial es una serie de variaciones con un tema que recuerda al empleado en el Cuarteto de cuerda op. 9, n.º 5 en si bemol mayor de Joseph Haydn. La segunda frase del movimiento lento contiene el tema inicial del Cuarteto de cuerda op. 9, n.º 4 en re menor de Haydn.